# Roger Chaput
Roger Marcel Chaput (* 19. Mai 1909 in Montluçon, Département Allier; † 22. Dezember 1994 in Toulon, Département Var) war ein französischer Jazzgitarrist und bildender Künstler, der im ersten Quintette du Hot Club de France bekannt wurde.

## Leben
Chaput, der im Pariser Vorort Ménilmontant aufwuchs, lernte Gitarre und Mandoline. Als Banjoist spielte er zunächst Musettemusik bei Michel Péguri  und Albert Carrara, um dann eigene Aufnahmen aufzunehmen. 1931 gehörte er ebenso wie Django Reinhardt, mit dem er seit 1925 befreundet war, zum Orchester von Louis Vola, mit dem auch Platten eingespielt wurden. Seit 1934 gehörte er als Rhythmusgitarrist zur Ursprungsbesetzung des Quintette du Hot Club de France. Nach der Englandtournee 1938 verließ er die Gruppe, weil er sich ungerecht an den Einnahmen beteiligt fühlte. Dann war er bis 1943 Mitglied der Hot Club Swing Stars. Auch nahm er mit Eddie South, Bill Coleman, Dicky Wells, Gus Viseur, Richard Blareau, Alix Combelle, André Ekyan und Buck Clayton auf. Weiterhin arbeitete er als Studiomusiker für Christian Bellest, Michel de Villeurs und Jack Duvall.
Daneben arbeitete er zunehmend als Karikaturist und Zeichner; seine Zeichnungen erschienen seit 1939 unter anderem in Jazz Hot. Später verfertigte er Ölgemälde. 1965 nahm er ein Album unter eigenem Namen, Tonton Guitar, auf.
Roger Chaput starb am 22. Dezember 1994 in Toulon im Alter von 85 Jahren.